# شهرستان وان زندت
شهرستان وان زندت (به انگلیسی: Van Zandt County) یک شهرستان‌های تگزاس در ایالات متحده آمریکا است که در تگزاس واقع شده‌است. شهرستان وان زندت ۲٬۲۲۷٫۴ کیلومتر مربع مساحت دارد.